# Arkadij Timofejevič Averčenko

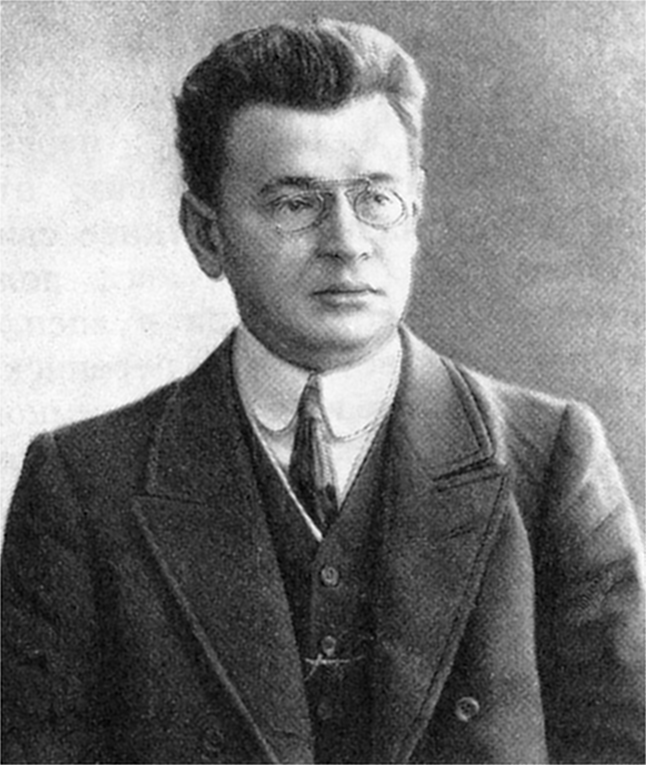
A. T. Averčenko

Arkadij Timofejevič Averčenko (rusky Аркадий Тимофеевич Аверченко, 27. března greg. / 15. března jul. 1881, Sevastopol – 12. března 1925, Praha) byl ruský spisovatel, humorista, satirik, dramatik a divadelní kritik.

## Život
Narodil se v kupecké rodině. Nedokončil gymnázium a od patnácti let pracoval jako písař a úředník. V roce 1897 odjíždí pracovat do Donbasu a asi v roce 1900 do Charkova. Zde otiskl 31. října 1903 v novinách Jižní kraj (Южный край) svou první povídku Jak jsem pojistil život (Как мне пришлось застраховать жизнь). V letech 1906-1907 přispíval do místních humoristických časopisů Štyk (Штык), Meč (Меч). V roce 1908 odjíždí do Petrohradu, kde se stal sekretářem časopisu Strekoza (Стрекоза), který byl později přejmenován na Satirikon (Сатирикон) 1908–1913 a Nový Satirikon (Новый Сатирикон) 1913–1918. Od roku 1913 byl pak jeho redaktorem.
V letech 1910–1912 cestoval po Evropě s malíři Aleksejem Aleksandrovičem Radakovem a Nikolajem Vladimirovičem Remizovem. Z této cesty napsal knihu Výprava do západní Evropy satirikonovců: Južakina, Sanderse, Mifasova a Krysakova.
Říjnovou revoluci nepřijal. V srpnu 1918 zastavili bolševici vydávání časopisu Nový Satirikon. Na podzim 1918 uprchl Averčenko na jih do Sevastopolu, kde se angažoval v novinách Приазовский край, Юг a Юг России proti bolševikům. 15. listopadu 1920 byl Sevastopol dobyt Rudou armádou. Averčenko odjel jednou z posledních lodí do Konstantinopole.
V červnu 1922 přijel do Prahy, kde zůstal až do své smrti.

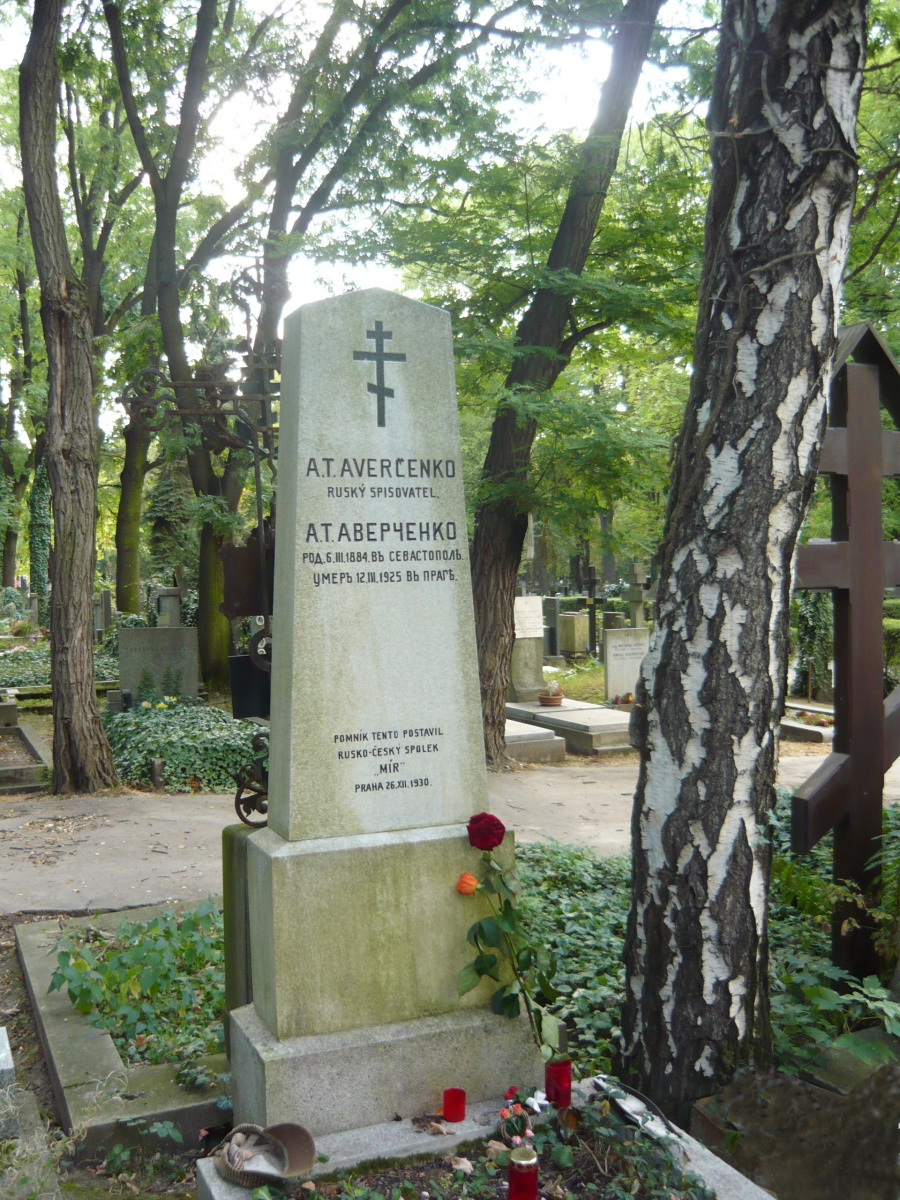
Averčenkův náhrobek na Olšanských hřbitovech v Praze

V létě roku 1924 absolvoval oční operaci, po které mu lékaři zakázali pracovat. Začátkem roku 1925 byl hospitalizován se srdeční chorobou, které v březnu 1925 podlehl.
Averčenkovu knihu Tucet nožů do zad revoluce četl Vladimir Iljič Lenin a spisovatele nazval „zuřivým psem, uboze vyjícím do plamenů Revoluce...“

## Dílo

### Pseudonymy
Meduza Gordone, Falstaff, Foma Opiskin, Volk, Ave

## Spisy
- Веселые устрицы (1910, Veselé ústřice)
- Рассказы юмористические (1910–1911, Humoresky)
- Круги по воде (1912, Kruhy na vodě)
- Рассказы для выздоравливающих (1912, Povídky pro rekonvalescenty)
- Экспедиция в Западную Европу сатириконцев: Южакина, Сандерса, Мифасова и Крысакова (1912, Výprava do západní Evropy satirikonovců: Južakina, Sanderse, Mifasova a Krysakova) napsáno spolu s Georgijem Landau
- О маленьких для больших (1916, O malých pro velké)
- Дюжина ножей в спину революции (1921, Tucet nožů do zad revoluce)
- Кипящий котел (1922, Vroucí kotel) – sbírka povídek
- Рассказы циника (1925, Povídky cynikovy)
- Шутка Мецената (1925, Žert mecenášův) – román, poslední dílo autora

### Divadelní hry
- Лекарство от глупости (1919, Lék na hloupost)
- Игра со смертью (1919, Hra se smrtí)
- Чудаки на подмостках (1924, Podivíni na jevišti)
- Starci
- Sebevrah
- Ptačí mozeček
- Bez klíče
- Drama v domě Bukiných

Na motivy Averčenkových děl napsal Jan Pišta divadelní hru Šalebné rozmary dam (Dilia : 1980)

### České překlady
- Humoresky, překlad J. Konopásek a St. Minařík, Praha : Minařík, 1910
- Humoresky a satiry, překlad Vincenc Červinka a J. Havlín, Praha : Jan Otto, 1912
- Veselé figurky i příhody : Kniha satir a humoresek, překlad G. A. Stín, Praha : Hejda a Tuček, 1914
- Kola na vodě : Humoresky a satiry, překlad Vinc. Červinka, Praha : Jan Otto, 1914
- Výprava do západní Evropy satirikonovců: Južakina, Sanderse, Mifasova a Krysakova, překlad Stanislav Minařík, Praha : Vaněk a Votava, 1918
- Ruský humor, překlad Josef Dýma, Plzeň : Levná knihovna, 1920
- Ďábelské úklady a jiné humoresky, překlad Josef Dýma, Plzeň : Th. Mareš, 1920
- Dvanáct portrétů znamenitých lidí : tucet fotografií formátu "Boudoir" z fotografického atelieru Arkadia Averčenka, překlad Vincenc Červinka, Praha : K. Píchal, 1922
- Zlí duchové : Kniha nových povídek, překlad Alois Hetzl, Praha : J. Svátek, 1922
- Slabá hlava : Povídky a satiry ze sovětského Ruska, překlad dr. Šifter, Praha, 1922
- Hra se smrtí : Komedie o 3 dějstvích, překlad Vincenc Červinka, Praha : Švejda, 1923
- Výstřední povídky, překlad Aleš Nesý, Praha : Josef Vilímek, 1923
- Smutné v směšném, překlad Aleš Nesý Praha : Josef Vilímek, 1923
- Směšné v hloupém, překlad Aleš Nesý Praha : Josef Vilímek, 1923
- Praha a Čechové, překlad Jiří Zákostelna, Praha : Stanislav Minařík, 1923
- Pětka : Pět veselých aktovek, překlad Vincenc Červinka, Praha : František Borový, 1923 - obsahuje aktovky: Starci, Sebevrah, Ptačí mozeček, Bez klíče, Drama v domě Bukiných
- Vybrané spisy, překlad Aleš Nesý, Praha : Josef Richard Vilímek, 1923-1925
  - l Výstřední povídky
  - II O malých pro velké
  - lll Smutné v směšném 
  - lV Směšné v hloupém
  - V Ženy a muži
  - VI Podivíni na jevišti
  - VII Děti
  - VIII Mé úsměvy
  - IX Bengálské ohně
  - X Květy a bodláčí
  - Xl Zápisky divadelní krysy
  - XII Žert mecenášů - román
- Povídky pro rekonvalescenty, překlad Vincenc Červinka, Praha : Jan Otto, 1925
- Kámen na krku, překlad Alena Morávková, Praha : Odeon, Světová četba ; Sv. 389, 1968
- Procházka v kopřivách, překlad Alena Morávková, Praha : Nakladatelství Lidové noviny, 1998, ISBN 80-7106-228-6
- Arkadij Timofejevič Averčenko, Anton Pavlovič Čechov, Michail Michajlovič Zoščenko: Nic k smíchu : Převážně neveselé povídky tří mistrů ruského humoru a satiry, Praha : Argo, 2005, ISBN 80-7203-669-6